# Aliança Bahá'í Esperantista
A Aliança Bahá'í Esperantista (BEL) é a organização oficial dos bahá'ís que utilizam o esperanto como língua auxiliar universal. Foi fundada em 19 de março 1973, com a aprovação da Universal House of Justice. 

## A Fé Bahá'í e o Esperanto
A Fé Bahá'í defende a introdução de uma língua auxiliar internacional que, juntamente com a língua materna, seja ensinada em todas as escolas do mundo. Este é um dos pré-requisitos de Bahá'u'lláh para a unificação da humanidade, o estabelecimento de uma paz duradoura e o avanço da cultura humana.

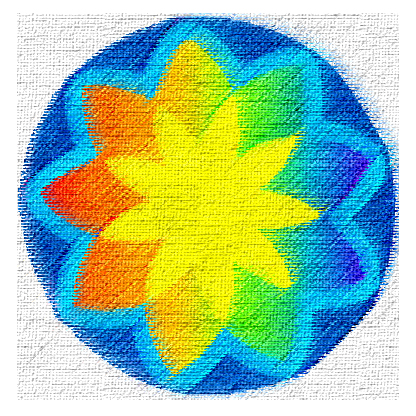
A estrela de nove pontas

Assim, não é surpreendente que a relação da comunidade Bahá'í com o movimento esperantista tenha uma longa história. Esperanto foi muito elogiada por 'Abdu'l-Bahá. Desde o momento da sua criação até hoje, muitos Bahá'ís tem aprendido a língua e apoiado ativamente o movimento esperantista . 
Bahá'u'lláh deixou aos governos do mundo a decisão de um roteiro comum e a escolha de um idioma internacional, entre as línguas nacionais existentes ou a criação de uma nova linguagem especialmente para esta finalidade. Por esta razão, os bahá'ís tendem a colocar a tónica na urgência de criação de uma tal linguagem, em vez de dar apoio direto ao esperanto ou a qualquer outra língua. 
Bahá'u'lláh na Sexta Ishraq solicita à Casa Universal de Justiça para decidir a questão da língua: "No passado epístolas E recomendamos sobre Curadores da Casa de Justiça ou para escolher um idioma dentre os atualmente existentes ou a adoptar um novo ... "E, em si esta instituição na sua carta de 8 de Junho 1980, tem expandido:" Por um lado, esta tarefa é dada aos governos do mundo, por outro lado, é dada para a Casa de Justiça "O. pergunta seleção é provavelmente ergo um processo em pelo menos duas partes descansando com - (1) o órgão supremo dos bahá'ís do mundo (Haifa) e (2) como indicado na última página do Kitab-i-Aqdas com os parlamentos do mundo.
Como os textos bahá'ís etc sobre este assunto vasto são muitas e profundas e como eles se referem positivamente em vários lugares para cinco línguas - árabe, inglês, esperanto, persas e espanhol - pode-se facilmente por que aceitar a seguinte frase de que 1980 letra explica: "Não é possível agora para ver como isso vai acontecer ..." O que requer pouca discussão intelectual é quantas vezes e suplicante 'Abdu'l-Bahá perguntou "cada um de nós a estudar Esperanto' ou não, torna-se universal e como Shoghi Effendi interpretado tudo o que como "advertências repetidas e enfáticas de 'Abdu'l-Bahá'. A questão da língua toda, porém, é semelhante ao que a essência da religião sempre foi - uma questão espiritual e mística acima de qualquer dimensão intelectual. Quando este princípio primordial Baha'i é sistematicamente e amplamente consultado sobre este processo será mais bem compreendida e as disputas na questão de selecção evitadas porque se Inglês permanecerá dominante ou se mandarim vai se tornar dominante são questões tão efêmeras como que língua nacional do século XIX foi dominante. Tais disputas pueris vai evaporar quando o princípio de uma língua auxiliar universal está devidamente discutido e compreendido.

## A Aliança Bahá'í Esperantista
Na década de 1920 e 30s certas bahá'ís notáveis como Martha Root , Lidia Zamenhof e Hermann Grossmann - O fundador da revista Bahá'í Esperanto La Nova Tago - estavam ativos no movimento esperantista. Após a Segunda Guerra Mundial, o escritório da Comunidade Internacional Bahá'í, em Genebra, foi capaz de continuar essa atividade, mas apenas por alguns anos. Nos anos 1950 e 60, a tarefa foi levado novamente ao longo dos indivíduos, como Adelbert Mühlschlegel e Roan Orloff-Stone . Como um resultado natural disso, o Bahá'í Esperanto League foi fundada no início da década de 1970, colocando assim as atividades dos esperantistas bahá'ís sobre uma base mais ampla.

## Fundação da Aliança Bahá'í Esperantista
Há sinais de que a ideia de formar uma colaboração de bahá'ís esperantistas estava começando a crescer ainda no início da década de 1960, particularmente no momento imediatamente antes do Congresso Mundial de Esperanto em Budapeste em 1966. Adelbert Mühlschlegel feitos esforços para que isso aconteça mas inicialmente não muito foi alcançado. Não foi até Paulo Amorim Cardoso aceitou a fé no Brasil em 1971, que, com a sua ajuda ea de Roan Orloff-Stone nos EUA, a ideia de uma colaboração começou, com uma velocidade surpreendente, para se transformar em um projeto viável.
Em uma carta de julho 1971 Cardoso, que na época era secretário da Assembléia Espiritual Local de Fortaleza, no Brasil , escreveu, em nome dessa Assembleia, que "é nossa intenção criar uma organização internacional Bahá'í Esperanto". Com esta carta, ele incluiu um primeiro rascunho de constituição da organização proposta em que foram definidos os seus objectivos principais, a saber, a publicação da literatura bahá'í em esperanto, a difusão da Fé Bahá'í entre os esperantistas e da promoção do esperanto na Comunidade Bahá'í. Ele também acompanha sua carta uma lista (todos juntos) 18 nomes de bahá'ís esperantistas no Brasil (8), Índia (1), Espanha (1), Irã (1) Portugal (1), e os EUA (6) . É muito provável que a carta de Cardoso foi dirigida a essas 18 pessoas. Também incluído com a carta era uma outra lista, compilada por Roan Orloff-Stone, que continha os nomes e endereços em 13 países diferentes de 47 novas pessoas, quase a metade deles sendo nos EUA. Além Cardoso começou a produzir e distribuir um boletim

A unidade das religiões

informativo intitulado "Komuna Bahaa Letero" ("Comunal Bahá'í Newsletter"), que mais tarde se transformou na BEL oficial Newsletter. Foi então, durante o 57 º Congresso Mundial de Esperanto, em Portland, Oregon (EUA), que os nove Bahá'ís participantes consultados juntos e decidi escrever para a Casa Universal de Justiça a buscar sua aprovação para a fundação de uma organização Bahá'í Esperanto . Após consulta com o " Mão da Causa de Deus "Adelbert Mühlschlegel, que segundo eles era" entusiasmado "com esta proposta, a Casa Universal de Justiça deu seu consentimento, em uma carta de 19 de Março de 1973 (18.19.129 BE), uma data que efetivamente marca o nascimento do Bahá'í Esperanto League. Na edição n º 5 (Abril de 1973) de "Komuna Bahaa Letero" a Casa do consentimento da Justiça foi anunciada a todos os esperantistas bahá'ís que foram conhecidos os iniciadores do projeto. Simultaneamente, os formulários de candidatura para a adesão na Liga foram enviados, juntamente com boletins de voto para a eleição do primeiro comitê gestor da Liga.
Esta eleição foi realizada de acordo com os mesmos princípios que são aplicados quando uma Assembleia Espiritual Local é eleito (cada membro eleito para nove pessoas, a partir do corpo de todos os membros, sem a indicação de qualquer dos candidatos). Em uma mensagem da Liga, de 30 de julho de 1973, o resultado da eleição, em que um total de 30 membros haviam participado, foi anunciado: Paulo Amorim Cardoso (Brasil), Roan Orloff-Stone (EUA), Habib Taherzadeh ( Israel / Bahá "í Centro Mundial), Adelbert Mühlschlegel (Suíça), Badiollah Samimy (Irã), Manuel de Freitas (Portugal), SA Gupta (Índia), Chagzin Kim (Coreia), Leonora Stirling Armstrong (Brasil). O mandato da comissão de governar foi fixado em três anos. Na edição n º 9 (Novembro de 1973) da "Komuna Bahaa Letero", foi anunciado que "BEL agora tem 73 membros em 14 países: EUA 27, Brasil 24, Canadá 4, 4 Irã, Espanha 3 Itália 2, Portugal 2, Argentina 1, Áustria 1, Alemanha 1, Israel 1, Coreia do Sul 1, Países Bixos 1, Suíça 1 ". E no seguinte problema, n º 10 (Janeiro 1974), foi anunciado: "Aqui estão os nomes do primeiro comitê gestor do nosso querida e amada Liga Bahá'í Esperanto: Presidente: Adelbert Mühlschlegel (Alemanha), Vice-presidente: Habib Taherzadeh (Israel), Secretário: Paulo Amorim Cardoso (Brasil), Vice-secretário: Roan Orloff-Stone (EUA), Tesoureiro: Manuel de Freitas (Portugal), Vice-tesoureiro: Leonora Stirling-Armstrong (Brasil) ". Também foi anunciado que, de acordo com uma decisão anterior, todos aqueles que se tornaram membros, até o momento da eleição do primeiro comitê gestor será automaticamente considerado como membros fundadores da BEL; havia 80 desses membros em 17 países diferentes.

## As primeiras atividades
Além da tarefa de ganhar novos membros, uma das primeiras atividades da Liga foi a publicação de informações Bahá'í básica em esperanto. A Liga também voltou sua atenção para a questão da terminologia Bahá'í em esperanto, por exemplo, os nomes dos 19 meses do calendário Bahá'í (com edição n º 15 do "Komuna Bahaa Letero", maio de 1975, um calendário foi fechado, no qual o Bahá'í e calendários gregoriano foram colocados lado a lado). A Liga também aplicado à Associação Mundial de Esperanto (Universala Esperanto-Asocio, UEA) para o reconhecimento oficial da BEL como um "kunlaboranta faka Asocio" (um subgrupo especializado cooperando) da UEA. Aplicação do BEL para este estado foi aceito no Congresso Mundial de Esperanto, no ano seguinte.
Apesar dos sucessos que tiveram, para a nova Liga os primeiros anos não foram fáceis. Não foram só os membros individuais amplamente espalhados por todo o mundo, mas os membros da comissão de gestão também. Esta separação geográfica inibida ação conjunta para que a maioria das atividades foram realizadas por indivíduos e muitas vezes foram iniciadas pelo próprio BEL secretário. O primeiro secretário era Paulo Amorim Cardoso (Brasil). Seu trabalho foi aumentada por Roan Orloff-Stone (EUA), que fez uma contribuição significativa para o desenvolvimento da Liga, com a participação de todos os Congressos Mundiais de Esperanto, entre 1976 e 1988. Com essa força motriz como este, apoiado pelos esforços de um alguns outros membros dedicados, a Fé Bahá'í foi bem representada em cada um destes Congressos.
Em 1976, John T. Dale assumiu a secretaria de BEL. Tal como o seu antecessor, PA Cardoso, ele fez muita coisa em moldar o caráter da Liga. Ele contribuiu com muitas ideias para o desenvolvimento de BEL e iniciou uma série de projetos, muitos dos quais estavam preocupados com a publicação do novo material. Ele também assumiu a tarefa de editar o BEL Newsletter, a que deu o nome do novo "Belmonda Letero". O nome pode ser traduzido como "BEL Carta Mundial", mas o trocadilho esperanto na primeira palavra ("Belmonda" significa "belo mundo") se perde na tradução. 

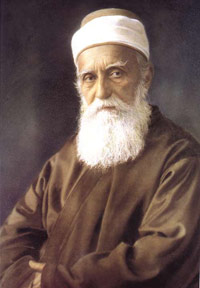
`Abdu'l-Bahá, o filho de Bahá'u'lláh

## As tentativas, os obstáculos e as conquistas
Mesmo após os anos iniciais fundadores, a Liga passou a ser prejudicada pelo problema da separação geográfica; o próprio comitê gestor foi incapaz de travar conhecimento pessoal com a maioria dos membros BEL. Em cima de tudo isso, em 1979, entre em contato com os esperantistas bahá'ís no Irã (havia 16 na lista eleição de 1976) teve de ser interrompida porque, na esteira da Revolução Islâmica , correspondência com o Ocidente ter sido perigoso para esses membros.
Uma das principais tarefas a que John Dale, na sua qualidade de secretário, dedicau-se "foi para corrigir o equívoco generalizado por parte dos Bahá'ís na língua esperanto". Ele descobriu que a muitos deles favoreceram o inglês como língua mundial futura; outros consideravam  o esperanto como o candidato ideal para este papel, mas não estavam dispostos a aprendê-lo antes de um pedido nesse sentido, por parte da Casa Universal de Justiça. "Para superar tal equívoco  e resistência para as atividades da BEL, tomei sobre mim as seguintes tarefas: (1)  compilar citações das Escrituras Bahá'ís sobre o esperanto e o problema da língua; ... (2)  coletar documentos Bahá 'I  em esperanto e traduzir vários textos bahá'ís em Esperanto; ... (3)  produzir e distribuir material informativo e documentos básicos em inglês e esperanto como uma ajuda no sentido de tornar mais conhecido BEL entre bahá'ís e esperantistas . "
A tradução de João Esslemont 's " Bahá'u'lláh ea Nova Era "- a introdução mais conhecido para a Fé Bahá'í - em Esperanto tinha sido iniciado por Martha Root e levado até a conclusão por Lidia Zamenhof. A reedição, em 1978, desta tradução, " Bahá'u'lláh kaj la Nova Epoko ", após revisão, acréscimos e a inclusão de um apêndice foi certamente um dos maiores sucessos deste período. Além disso, em 1976, sob a direção de John Dale, BEL publicou a brochura "Unueco Kaj Universala Lingvo" (Unidade e Universal Language) em quatro línguas (português, espanhol, esperanto e do original em Inglês). Isto foi seguido em 1977 pelo folheto "Bahaaj Respondoj" (As respostas bahá'ís) e em 1981 por "La Kaŝitaj Vortoj" (As Palavras Ocultas), um dos escritos centrais de Bahá'u'lláh. Em 1979, Dale também enviou uma carta, anexando uma cópia do "Belmonda Letero", a todos os spritiual Assembleias Nacionais, a fim de tornar a existência de BEL mais conhecido para pedir a cooperação das comunidades bahá'ís nacionais. Dale também escreveu para a Casa Universal de Justiça, solicitando-a "para considerar formas e meios de introduzir experimentalmente Esperanto e incentivando os bahá'ís para aprender a língua."
Um pedido semelhante havia sido feita anteriormente por Cardoso. Mas, novamente, a tentativa foi em vão. A Casa Universal de Justiça não mudar seu ponto de vista: embora muito simpatizando com os objetivos do movimento Bahá'í-Esperanto, ele se opôs à introdução oficial de Esperanto (mesmo que seja apenas temporário) para a Comunidade Bahá'í, salientando que era o princípio de uma língua auxiliar internacional, em vez de qualquer uma proposta conncreta que Bahá'ís suportados. Naquela época, Cardoso tinha sido tão decepcionado que todos os seus esforços foram tendo nenhum fruto que ele deixou a fé de alguns anos mais tarde.

## Congressos Mundiais em Pequim e Varsóvia
Durante a segunda metade da década de 1980, o centro da atividade começou a se afastar das Américas para a Europa Ocidental, Alemanha, em particular, e foi durante esse tempo que o campeonato começou a prosperar. Uma das razões por trás disso era que entre os bahá'ís Esperanto tinha adquirido a reputação de ser um "bilhete de entrada" para os países por trás da chamada Cortina de Ferro, os países em que a Fé Bahá'í não tinha acesso durante as décadas anteriores. Neste contexto, o Congresso Mundial de Esperanto, em Pequim, em 1986, em que cerca de uma dúzia de membros BEL de quase tantos países diferentes participaram, e na seguinte o Congresso Centenário em Varsóvia em 1987, que teve a participação de um número sem precedentes de Bahá 'é (cerca de 50, de 20 países diferentes).
Além do núcleo da Liga, os comitês de Bahá'í-Esperanto ou grupos subsidiários, na Alemanha, os EUA, Grã-Bretanha e Suíça (em 1993 Bulgária se juntou a eles) foram criadas no passado e, em parte, ainda estão funcionando hoje. Após a "Internacia Junulara Kongreso" (IJK, o Congresso Internacional da Juventude), em Cracóvia , na Polônia, em 1987, a Liga foi mesmo capaz de fundar uma seção juvenil, conhecido como Jubel, que por vários anos depois foi capaz de organizar o jovem Bahá ' í esperantistas participaram anuais dos Congressos Internacional da Juventude (IJK) e que os itens bahá'ís foram incluídas nos programas de congressos.
No final da década de 1980 eo início da década de 1990 BEL também foi capaz de organizar uma série de seminários de vários dias sobre a Fé, o chamado "Belaj Tagoj" (BEL Dias ou "Beautiful Days"), três dos quais teve lugar na Polónia e cada um na Bulgária e na República Eslovaca. E em 1992, Roman Dobrzynski , um jornalista polonês eo então vice-presidente da UEA (Universala Esperanto-Asocio: Universal Esperanto Association), apresentou, durante o Congresso Mundial de Esperanto, em Viena, a versão Esperanto de seu filme sobre a fé ea Centro Mundial Bahá'í em Haifa, Israel, intitulado Ŝafejo de la Naua Profeto (redil da Nona Profeta).
Também houve avanços na publicação da literatura bahá'í Esperanto; por exemplo, as duas brochuras atraentes com impressão a cores: "La Vojo al Paco" (O Caminho para a Paz) e "La Bahaa Kredo" (The Bahá'í Religião), bem como a publicação muito importante, intitulado "La PROMESO de Monda Paco "( A Promessa da Paz Mundial ). Em 1989 BEL fez uma contribuição significativa para a publicação da compilação conhecida por OP Ghai direito Unueco en Diverseco (Unidade na Diversidade). E em 1992 BEL também foi capaz de publicar uma pequena seleção dos Escritos de Bahá'u'lláh direito Perloj de l'sagu (Pérolas de Sabedoria).
Não muito tempo depois de John T. Dale havia tentado desenvolver e mais amplamente distribuir o "Belmonda Letero", ele encolheu a uma carta circular modesto de 2 a 6 páginas. Ele continua a funcionar como o boletim informativo para todos os membros BEL e é distribuído automaticamente a eles sem assinatura. Ele contém a informação da sociedade, endereços importantes, declarações do comitê gestor, a notícia de atividades em diferentes países e extratos das Escrituras Bahá'ís. Tornou-se um importante instrumento de comunicação dentro da comunidade BEL mundial.

## BEL hoje
Nos últimos anos, BEL tem se concentrado na participação ativa nos Congressos Mundiais de Esperanto, na publicação ocasional de artigos bahá'ís em revistas de Esperanto, e sobre a tradução de importantes documentos bahá'ís: algumas em sua totalidade, como "La PROMESO de Monda Paco "(A Promessa da Paz Mundial), em 1996," Bahá'u'lláh ", em 1992; outros na forma de resumos, como em 1996 "La prospero de

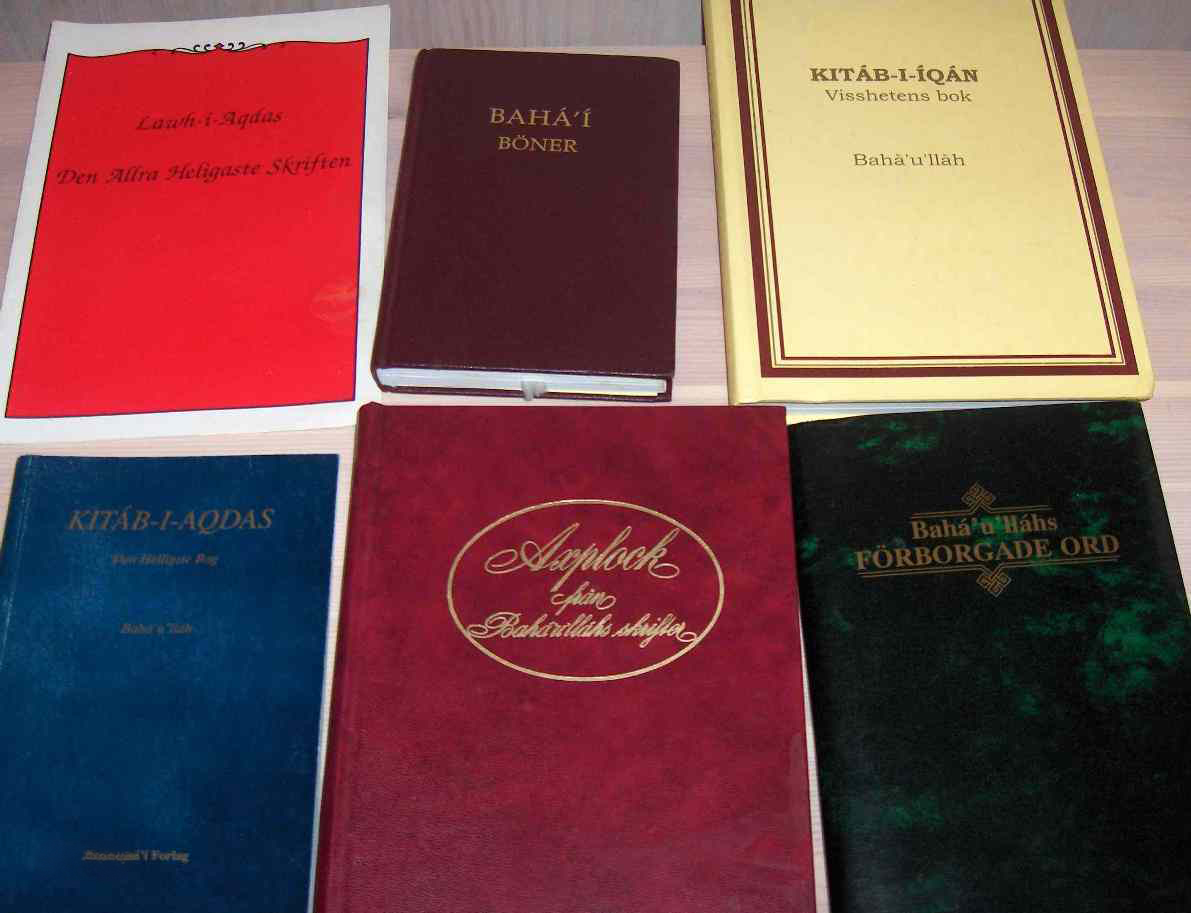
Livros Bahá'í

la Homaro" (A Prosperidade da Humanidade) e "Turnopunkto POR Ĉiuj Nacioj" (Turning Point para todas as nações).
De tempos em tempos, BEL também tenta informar a comunidade mundial bahá'í sobre a língua Esperanto e o movimento esperantista.
Para comemorar o vigésimo quinto aniversário da fundação da Liga, uma brochura de cerca de 60 páginas foi publicado, com o título "Bahaismo kaj Esperanto. Festlibro okaze de la dudekkvinjariĝo de la Bahaa Esperanto-Ligo" (Bahaism e esperanto. Volume Comemorativo para o vigésimo quinto aniversário do Bahá'í Esperanto League). Nesta brochura, BEL olha para trás em uma longa história de relacionamento e cooperação entre os bahá'ís e esperantistas. As aberturas de congratulações por parte dos presidentes da Associação Mundial de Esperanto (UEA) e da própria BEL são seguidos de ensaio de Bernhard Westerhoff sobre a mudança, e nem sempre completamente relação harmoniosa, entre os bahá'ís e os esperantistas. Isto é seguido por dois ensaios de e sobre Lidia Zamenhof, que mostram como a filha mais nova de Zamenhof encontrou seu lar espiritual na Bahá'í Religião. Vários textos bahá'ís centrais, tanto a questão da língua internacional esperanto em geral e, em particular - incluindo uma recomendação recente do bahá'ís que a ONU deveria adotar uma língua internacional - são usados para ilustrar o ponto de vista Bahá'í em este assunto. Um longo ensaio lança luz sobre o crescimento histórico da relação entre os bahá'ís e esperantistas, apresenta esboços biográficos de proeminentes bahá'ís esperantistas e descreve o desenvolvimento de BEL. Finalmente uma introdução para a Fé Bahá'í e uma visão geral da literatura bahá'í em Esperanto arredonda esse livreto de 60 páginas.
Um projeto BEL importante, iniciada por John Dale, é a publicação de uma compilação de textos, retirados das Escrituras Bahá'ís e de outras fontes, sobre o princípio de uma língua auxiliar internacional e os méritos de árabe, persa e Inglês como possíveis candidatos